# NHK Trophy de 1982
NHK Trophy de 1982 foi a quarta edição do NHK Trophy, um evento anual de patinação artística no gelo organizado pela Federação Japonesa de Patinação (em japonês:  日本スケート連盟). A competição foi disputada na cidade de Tóquio, Japão.

## Eventos
- Individual masculino
- Individual feminino
- Duplas
- Dança no gelo

## Medalhistas
| Evento                        | Ouro                                               | Prata                                             | Bronze                                               |
| Individual masculino detalhes | Scott Hamilton · Estados Unidos                    | Alexander Fadeev · União Soviética                | Grzegorz Filipowski · Polônia                        |
| Individual feminino detalhes  | Katarina Witt · Alemanha Oriental                  | Rosalynn Sumners · Estados Unidos                 | Tiffany Chin · Estados Unidos                        |
| Duplas detalhes               | Barbara Underhill · Paul Martini · Canadá          | Irina Vorobieva · Igor Lisovski · União Soviética | Marina Avstriskaya · Yuri Kvashnin · União Soviética |
| Dança no gelo detalhes        | Elena Batanova · Alexei Soloviev · União Soviética | Carol Fox · Richard Dalley · Estados Unidos       | Wendy Sessions · Stephen Williams · Reino Unido      |

## Resultados

### Individual masculino
| Pos.              | Nome                | Nacionalidade      | Pontos | PC | PL |
| ----------------- | ------------------- | ------------------ | ------ | -- | -- |
| Medalha de ouro   | Scott Hamilton      | Estados Unidos     | 1.5    | 1  | 1  |
| Medalha de prata  | Alexander Fadeev    | União Soviética    | 2.5    | 2  | 2  |
| Medalha de bronze | Grzegorz Filipowski | Polônia            | 5.5    | 4  | 3  |
| 4                 | Mark Cockerell      | Estados Unidos     | 5.5    | 3  | 4  |
| 5                 | Masaru Ogawa        | Japão              | 7.5    | 5  | 5  |
| 6                 | Rudi Cerne          | Alemanha Ocidental | 9.0    | 6  | 6  |
| 7                 | Makoto Kano         | Japão              | 11.5   | 9  | 7  |
| 8                 | Neil Paterson       | Canadá             | 12.0   | 8  | 8  |
| 9                 | Takashi Mura        | Japão              | 13.5   | 7  | 10 |
| 10                | Petr Barna          | Tchecoslováquia    | 14.0   | 10 | 9  |
| 11                | Shinji Someya       | Japão              | 17.0   | 12 | 11 |
| 12                | Xu Zhaoxiao         | China              | 17.5   | 11 | 12 |

### Individual feminino
| Pos.              | Nome               | Nacionalidade      | Pontos | PC | PL |
| ----------------- | ------------------ | ------------------ | ------ | -- | -- |
| Medalha de ouro   | Katarina Witt      | Alemanha Oriental  | 1.5    | 1  | 1  |
| Medalha de prata  | Rosalynn Sumners   | Estados Unidos     | 3.0    | 2  | 2  |
| Medalha de bronze | Tiffany Chin       | Estados Unidos     | 5.0    | 4  | 3  |
| 4                 | Juri Ozawa         | Japão              | 7.0    | 6  | 4  |
| 5                 | Catharina Lindgren | Suécia             | 7.5    | 3  | 6  |
| 6                 | Sachie Yuki        | Japão              | 8.5    | 7  | 5  |
| 7                 | Natalia Lebedeva   | União Soviética    | 9.5    | 5  | 7  |
| 8                 | Diane Ogibowski    | Canadá             | 13.0   | 10 | 8  |
| 9                 | Li Scha Wang       | Países Baixos      | 13.0   | 8  | 9  |
| 10                | Masako Kato        | Japão              | 14.5   | 9  | 10 |
| 11                | Cornelia Tesch     | Alemanha Ocidental | 16.5   | 11 | 11 |
| 12                | Sanda Dubravčić    | Iugoslávia         | 18.5   | 13 | 12 |
| 13                | Sandra Cariboni    | Suíça              | 20.0   | 12 | 14 |
| 14                | Susanne Gschwend   | Áustria            | 21.0   | 16 | 13 |
| 15                | Bao Zhenhua        | China              | 22.5   | 15 | 15 |
| 16                | Hye Kyung Lim      | Coreia do Sul      | 23.0   | 14 | 16 |

### Duplas
| Pos.              | Nome                               | Nacionalidade   | Pontos | PC | PL |
| ----------------- | ---------------------------------- | --------------- | ------ | -- | -- |
| Medalha de ouro   | Barbara Underhill / Paul Martini   | Canadá          | 2.0    | 2  | 1  |
| Medalha de prata  | Irina Vorobieva / Igor Lisovski    | União Soviética | 2.5    | 1  | 2  |
| Medalha de bronze | Marina Avstriskaya / Yuri Kvashnin | União Soviética | 4.5    | 3  | 3  |
| 4                 | Lea Ann Miller / William Fauver    | Estados Unidos  | 6.0    | 4  | 4  |
| 5                 | Karyl Kawaichi / Larry Schrier     | Estados Unidos  | 7.5    | 5  | 5  |

### Dança no gelo
| Pos.              | Nome                                 | Nacionalidade   | Pontos | DO | DL |
| ----------------- | ------------------------------------ | --------------- | ------ | -- | -- |
| Medalha de ouro   | Elena Batanova / Alexei Soloviev     | União Soviética | 1.5    | 1  | 1  |
| Medalha de prata  | Carol Fox / Richard Dalley           | Estados Unidos  | 3.0    | 2  | 2  |
| Medalha de bronze | Wendy Sessions / Stephen Williams    | Reino Unido     | 4.5    | 3  | 3  |
| 4                 | Jindra Hola / Karol Foltan           | Tchecoslováquia | 6.0    | 4  | 4  |
| 5                 | Noriko Sato / Tadayuki Takahashi     | Japão           | 7.5    | 5  | 5  |
| 6                 | Donna Martini / John Coyne           | Canadá          | 9.0    | 6  | 6  |
| 7                 | Yumimo Kage / Yuuki Nakajima         | Japão           | 10.5   | 7  | 7  |
| 8                 | Marianne van Bommel / Wayne Deweyert | Países Baixos   | 12.0   | 8  | 8  |

## Quadro de medalhas
| Ordem | País              | Medalha de ouro | Medalha de prata | Medalha de bronze |    | Ordem por total |
| ----- | ----------------- | --------------- | ---------------- | ----------------- | -- | --------------- |
| 1     | Estados Unidos    | 1               | 2                | 1                 | 4  | 1               |
| 1     | União Soviética   | 1               | 2                | 1                 | 4  | 1               |
| 3     | Alemanha Oriental | 1               |                  |                   | 1  | 3               |
| 3     | Canadá            | 1               |                  |                   | 1  | 3               |
| 5     | Reino Unido       |                 |                  | 1                 | 1  | 3               |
| 5     | Polônia           |                 |                  | 1                 | 1  | 3               |
| TOTAL | TOTAL             | 4               | 4                | 4                 | 12 | —               |